# Huttentut
Huttentut (Camelina sativa), ook dederzaad, vlasdodder of vlasdotter genoemd, is een plant uit de kruisbloemenfamilie (Brassicaceae). De plant komt over het gehele noordelijk halfrond in het wild voor op lichte, zandige graanakkers en ruigten, maar doet het ook goed op sterk zouthoudende gronden. Hij heeft een gele bloem die bloeit in de nazomer.
Mogelijk is de plant oorspronkelijk afkomstig uit West-Azië. Huttentut is een van de gewassen die ruwweg 2000-3000 jaar geleden werden verbouwd op de zogenaamde raatakkers, ook wel bekend als celtic fields. Voor Nederland is het daarmee een van de oudste cultuurgewassen.

## Toepassingen
De bloem wordt door verschillende soorten insecten bestoven. Met name bij bijen is het een erg geliefde bloem vanwege de hoeveelheid nectar.
Uit de zaden kan olie worden geperst. In Brabant stond deze olie bekend onder de naam 'kermilolie'. De olie werd vroeger vooral gebruikt voor olielampen, als spijsolie en soms als smeermiddel. De stengels van de plant zijn geschikt voor het maken van bezems. Vroeger werden de kleinere stukjes ook gebruikt als een soort schuursponsje.
Er is belangstelling voor toepassing van de olie als tweede generatie biodiesel. In 2009 vloog een passagierstoestel van KLM als de eerste met een van de vier motoren op uit huttentutolie vervaardigde biokerosine.

## Afbeeldingen

Gewas
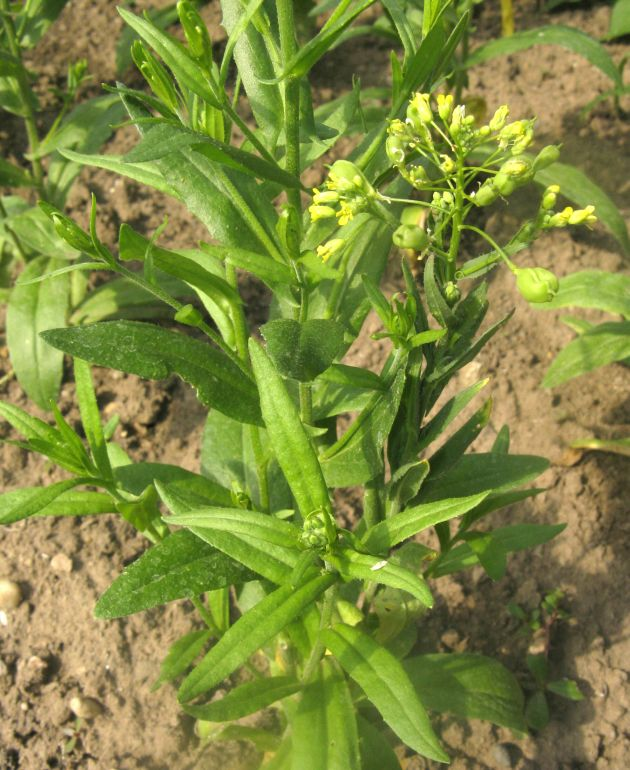
Plant
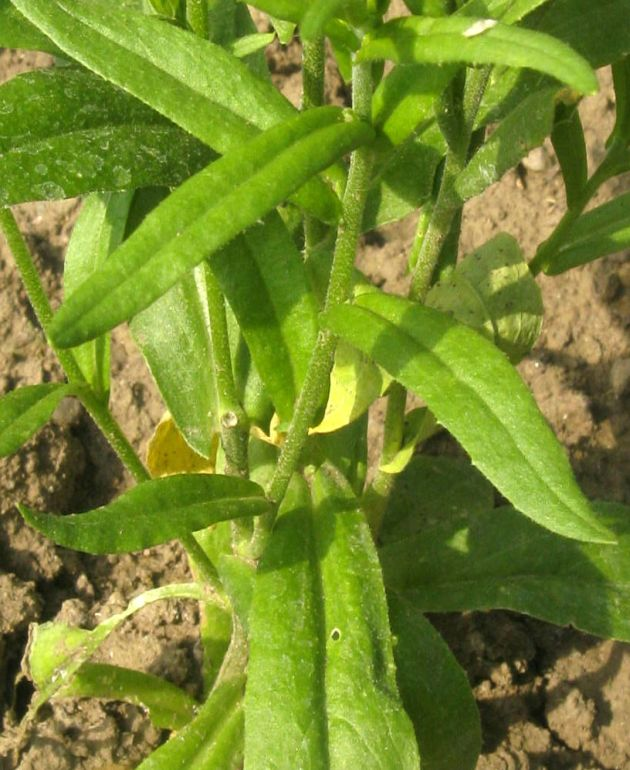
Stengel
Bloemen
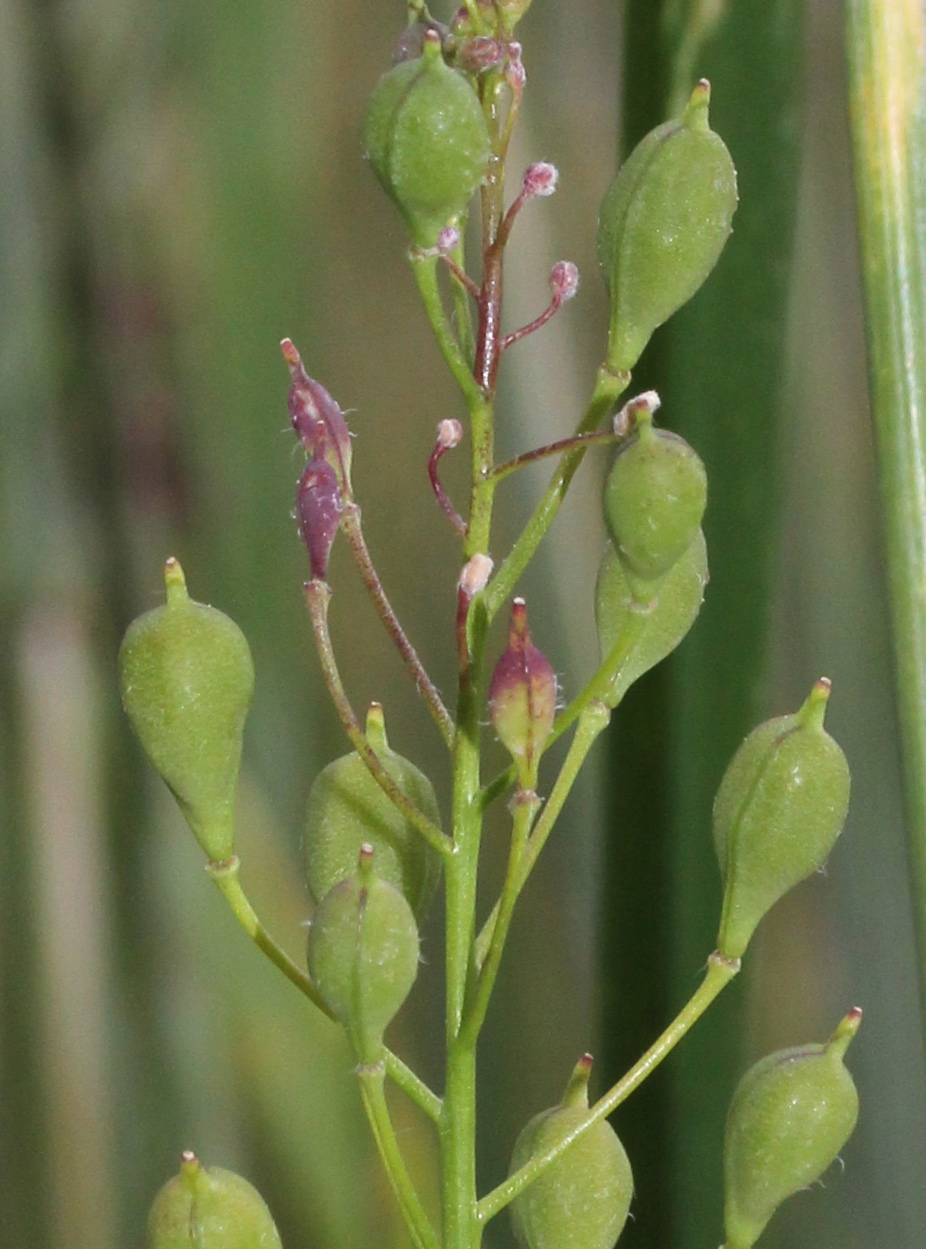
Hauwtjes
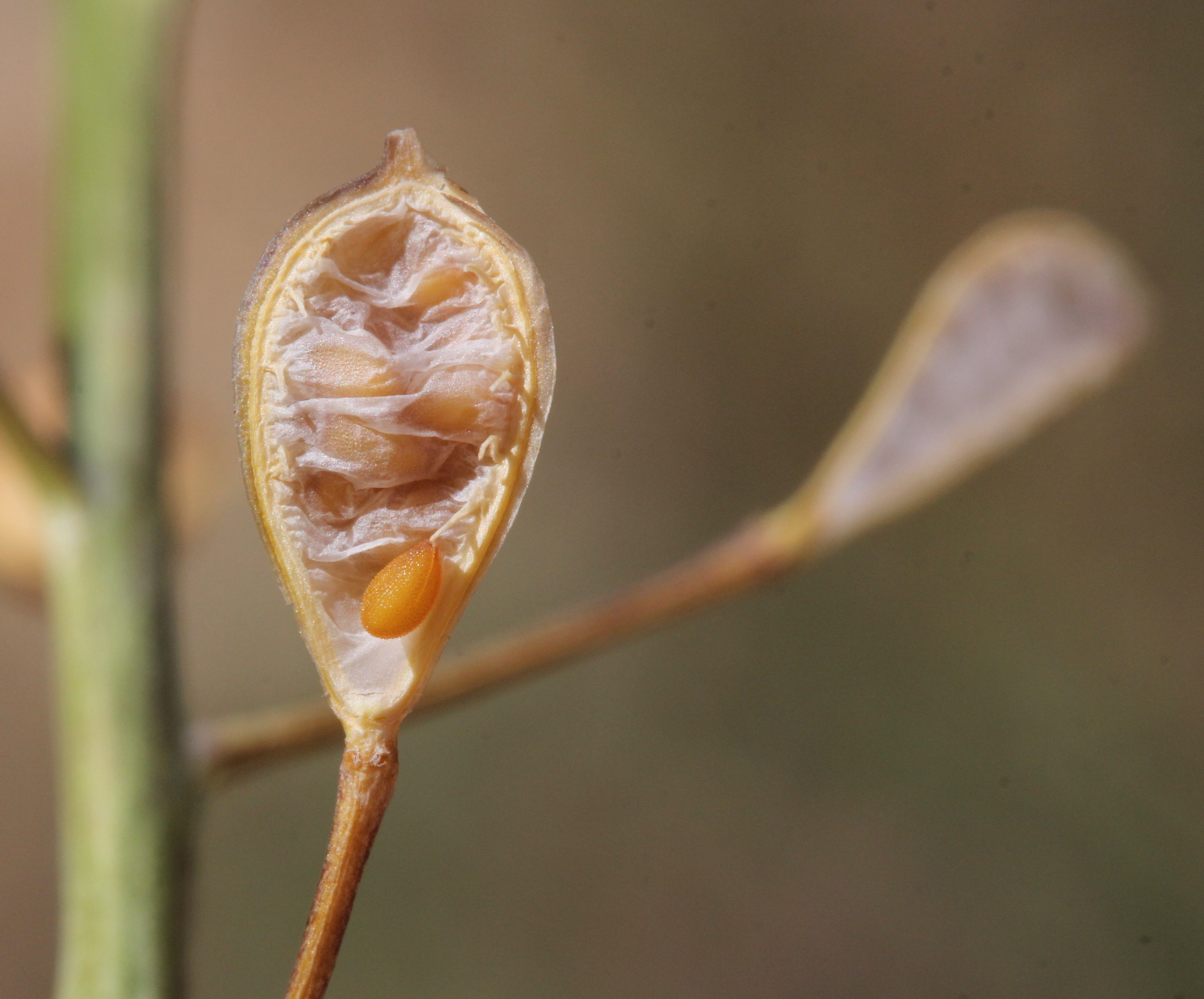
Hauwtje met zaad